# Campionati italiani di winter triathlon del 2011
I Campionati italiani di winter triathlon del 2011 (XIII edizione) sono stati organizzati dalla Federazione Italiana Triathlon e si sono tenuti a San Candido in Trentino-Alto Adige, in data 30 gennaio 2011.
Tra gli uomini ha vinto per la settima volta consecutiva Daniel Antonioli ( Esercito), mentre la gara femminile è andata a Enrica Perico (Trisports.it Team).

## Risultati

### Élite uomini
| Pos. | Atleta            | Società sportiva             | Corsa   | Bici    | Sci di fondo | Totale  |
| ---- | ----------------- | ---------------------------- | ------- | ------- | ------------ | ------- |
|      | Daniel Antonioli  | Esercito                     | 0:22:29 | 0:20:46 | 0:22:47      | 1:06:02 |
|      | Walter Polla      | Triathlon Alto Adige         | 0:25:18 | 0:21:46 | 0:25:11      | 1:12:15 |
|      | Pierpaolo Macconi | Triathlon Alto Adige         | 0:24:54 | 0:22:38 | 0:24:45      | 1:12:17 |
| 4    | Michael Obrist    | Ksv Triathlon                | 0:25:07 | 0:22:57 | 0:26:09      | 1:14:13 |
| 5    | Alberto Casadei   | Fiamme Oro                   | 0:23:06 | 0:22:06 | 0:29:19      | 1:14:31 |
| 6    | Luca Panzavolta   | Padova Nuoto Triathlon       | 0:24:57 | 0:22:25 | 0:27:12      | 1:14:34 |
| 7    | Luca Alladio      | Trisports.it Team            | 0:25:58 | 0:22:10 | 0:26:28      | 1:14:36 |
| 8    | Guido Ricca       | Triathlon Cremona Stradivari | 0:26:01 | 0:22:06 | 0:27:05      | 1:15:12 |
| 9    | Mattia De Paoli   | Liger Team Keyline           | 0:24:50 | 0:25:17 | 0:26:02      | 1:16:09 |
| 10   | Filippo Dal Maso  | Tri. Rari Nantes Marostica   | 0:25:11 | 0:23:01 | 0:28:54      | 1:17:06 |
| 11   | Michel Rainer     | Triathlon Alto Adige         | 0:27:46 | 0:24:47 | 0:25:56      | 1:18:29 |
| 12   | Davide Gabardo    | G.P. Triathlon               | 0:27:06 | 0:23:58 | 0:27:30      | 1:18:34 |
| 13   | Huber Rossi       | Piacenza Triathlon Vivo      | 0:24:22 | 0:22:54 | 0:31:25      | 1:18:41 |
| 14   | Jimmi Pellegrini  | Triathlon Alto Adige         | 0:25:39 | 0:23:35 | 0:29:29      | 1:18:43 |
| 15   | Giacomo Chiolini  | Friesian Team                | 0:26:50 | 0:24:31 | 0:27:43      | 1:19:04 |
| 16   | Sandro Dallago    | Triathlon Alto Adige         | 0:27:29 | 0:24:00 | 0:28:17      | 1:19:46 |
| 17   | Walter Bonazzi    | Triathlon Bergamo            | 0:27:16 | 0:24:12 | 0:28:35      | 1:20:03 |
| 18   | Luca Vitale       | Desenzano Triathlon          | 0:26:47 | 0:24:25 | 0:28:54      | 1:20:06 |
| 19   | Bernhard Capitani | Malles Triathlon             | 0:28:38 | 0:26:37 | 0:25:17      | 1:20:32 |
| 20   | Emiliano Abrate   | Valle Gesso Sport            | 0:27:08 | 0:24:06 | 0:29:49      | 1:21:03 |

### Élite donne
| Pos. | Atleta               | Società sportiva           | Corsa   | Bici    | Sci di fondo | Totale  |
| ---- | -------------------- | -------------------------- | ------- | ------- | ------------ | ------- |
|      | Enrica Perico        | Trisports.it Team          | 0:28:55 | 0:27:05 | 0:28:30      | 1:24:30 |
|      | Laura Mazzucco       | Alba Triathlon             | 0:28:20 | 0:25:01 | 0:31:55      | 1:25:16 |
|      | Giuliana Lamastra    | Trisports.it Team          | 0:30:13 | 0:26:54 | 0:30:24      | 1:27:31 |
| 4    | Adelaide Cappellini  | Fiamme Oro                 | 0:32:55 | 0:26:57 | 0:35:22      | 1:35:14 |
| 5    | Roberta Fedeli       | Tri. Rari Nantes Marostica | 0:32:53 | 0:29:22 | 0:33:21      | 1:35:36 |
| 6    | Federica Ferrari     | Friesian Team              | 0:31:48 | 0:28:42 | 0:35:51      | 1:36:21 |
| 7    | Paola Goldoni        | Desenzano Triathlon        | 0:29:58 | 0:25:38 | 0:41:49      | 1:37:25 |
| 8    | Carmela Vergura      | Trisports.it Team          | 0:31:46 | 0:31:56 | 0:35:32      | 1:39:14 |
| 9    | Anna Nonino          | Udine Triathlon            | 0:31:57 | 0:28:59 | 0:40:55      | 1:41:51 |
| 10   | Patrizia Dorsi       | Piacenza Triathlon Vivo    | 0:32:23 | 0:29:20 | 0:42:01      | 1:43:44 |
| 11   | Greta Vettorata      | Liger Team Keyline         | 0:33:15 | 0:33:36 | 0:37:04      | 1:43:55 |
| 12   | Stefania Valsecchi   | Triathlon Team Brianza     | 0:35:20 | 0:33:09 | 0:37:08      | 1:45:37 |
| 13   | Livia Ferrua         | Valle Gesso Sport          | 0:37:56 | 0:34:17 | 0:36:19      | 1:48:32 |
| 14   | Marcella Chiavaccini | 4 Mori Triathlon           | 0:32:12 | 0:31:01 | 0:46:02      | 1:49:15 |
| 15   | Virna Stavla         | Padova Triathlon           | 0:34:38 | 0:38:33 | 0:41:44      | 1:54:55 |
| 16   | Sarah Burgarella     | Triathlon Bergamo          | 0:37:54 | 0:33:42 | 0:43:24      | 1:55:00 |
| 17   | Linda Scattolin      | Padova Nuoto Triathlon     | 0:35:38 | 0:38:35 | 0:43:53      | 1:58:06 |
| 18   | Luisella Iabichella  | Road Runners               | 0:39:30 | 0:34:53 | 0:47:26      | 2:01:49 |
| 19   | Valentina Fattori    | Padova Nuoto Triathlon     | 0:34:47 | 0:34:27 | 0:54:38      | 2:03:52 |
| 20   | Nadia Dal Ben        | Cuneo Triathlon            | 0:34:02 | 0:46:00 | 0:48:18      | 2:08:20 |